# Ted Voigtlander
Theodore William „Ted“ Voigtlander (* 3. August 1913 in Kellogg, Vereinigte Staaten; † 7. Dezember 1988 in Los Angeles, Kalifornien) war ein US-amerikanischer Kameramann bei Film und Fernsehen.

## Leben und Wirken
Theodore, genannt „Ted“, William Voigtländer, Nachfahre deutscher Einwanderer, hatte an der Universität von Idaho Bakteriologie studiert und sich einen Namen als Musiker und Wissenschaftler gemacht. Anschließend (noch in den 1930er Jahren) ging er nach Los Angeles. Eher durch Zufall stieß Voigtlander zum Film, als er gerade bei MGM jobbte und einem Kameramann beim Aufbau eines Studios aushalf. Voigtlander erlernte vor Ort bald alles über die Fotografie und begann in der Branche regelmäßig seit 1943 als Kameraassistent zu arbeiten. Nach dem Krieg wurde er weiterhin als Assistent aber auch als Farbfilmtechniker verwendet. Bei dem Ägypten-Drama Das Tal der Könige wurde Ted Voigtlander 1953/54 nachweislich erstmals als einfacher Kameramann eingesetzt.
Voigtlander konnte erst spät in die Position eines Chefkameramanns aufrücken; seit Beginn der 1960er Jahre fotografierte er alleinverantwortlich eine Fülle von Einzelfilmen und beliebten Fernsehserien, darunter Ben Casey, Verrückter wilder Westen, Cowboy in Afrika und vor allem Bonanza. Hier lernte er den Darsteller des Little Joe, Michael Landon, kennen, für dessen Anschlussserien Unsere kleine Farm und Ein Engel auf Erden Voigtlander ebenfalls hinter der Kamera stehen sollte. Auch Landons 1983 für das Kino gedrehte Einzelproduktion Sam’s Son wurde von Ted Voigtlander fotografiert. Für seine Arbeit an It’s Good to Be Alive und Unsere kleine Farm erhielt er insgesamt vier Primetime Emmys. Der Kameramann starb 75-jährig in Los Angeles, wenige Monate, nachdem er seine letzte Folge für Ein Engel auf Erden abgedreht hatte.

## Filmografie
- 1961–65: Ben Carey (Fernsehserie)
- 1965–67: Verrückter wilder Westen (The Wild Wild West, Fernsehserie)
- 1967: Companero (The Bandits)
- 1967–68: Cowboy in Afrika (Cowboy in Africa, Fernsehserie)
- 1968–73: Bonanza (Fernsehserie)
- 1972: Rabbits (Night of the Lepus)
- 1973: Key West
- 1973–74: Room 222 (Fernsehserie)
- 1974: It’s Good to be Alive
- 1975: Brenda Starr
- 1976: Amelia Earhart
- 1976: Der Sieg seines Lebens (The Loneliest Runner)
- 1977: Columbo (zwei Folgen der TV-Serie)
- 1977: Tote Killer morden nicht (The Mask of Alexander Cross)
- 1978: Killing Stone
- 1979: The Miracle Worker
- 1980: Das Tagebuch der Anne Frank (The Diary of Anne Frank)
- 1981: Träume zerrinnen wie Sand (Splendor in the Grass)
- 1974–83: Unsere kleine Farm (Little House on the Prairie)
- 1983: Zwei Leichen beim Souper (Sparkling Cyanide)
- 1983: Sam’s Son
- 1984: No Man’s Land
- 1984: Die Saat des Bösen (The Bad Seed)
- 1984–88: Ein Engel auf Erden (Highway to Heaven)